# Phygadeuon hastatus
Phygadeuon hastatus är en stekelart som beskrevs av Taschenberg 1865. Phygadeuon hastatus ingår i släktet Phygadeuon och familjen brokparasitsteklar. Inga underarter finns listade i Catalogue of Life.